# Salem Al-Dawsari
Salem Mohammed Al-Dawsari (em árabe: سالم محمد الدوسري; Gidá, 19 de agosto de 1991) é um futebolista saudita que atua como meia ou ponta. Atualmente joga pelo Al-Hilal e pela Seleção Saudita. É amplamente considerado o melhor jogador saudita de sua geração. Recebeu o prêmio de melhor jogador asiático em 2023.

## Carreira
Al-Dawsari ingressou no Al-Hilal como jogador da base. Representou a Seleção Saudita de Futebol na Copa da Ásia de 2015. Em 2018, como parte de um acordo entre a Federação de Futebol da Arábia Saudita e a La Liga, ele se juntou ao Villarreal por empréstimo. Ele entrou em campo em apenas uma partida pelo clube espanhol, saindo do banco de reservas para enfrentar o Real Madrid, quando o Villarreal se recuperou de uma desvantagem e empatou em 2 a 2.
No mesmo ano de 2018, Salem Al-Dawsari foi convocado para representar a Seleção Saudita na Copa do Mundo FIFA de 2018. Durante a fase de grupos, ele marcou um gol decisivo contra o Egito, garantindo a vitória de sua seleção por 2 a 1 nos minutos finais da partida. Salem posteriormente retornou ao Al-Hilal no início da temporada 2018-19.

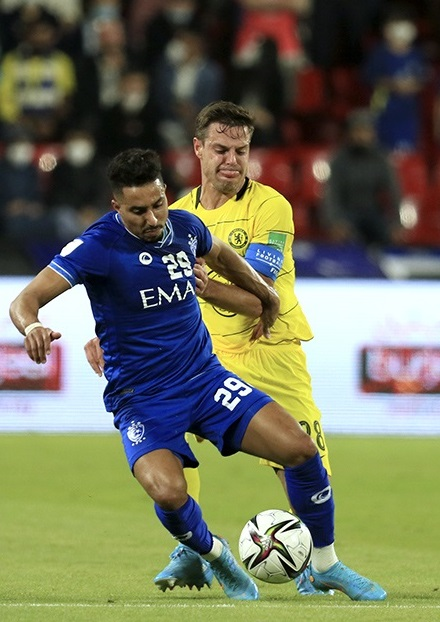
Al-Dawsari e César Azpilicueta durante o Mundial de Clubes de 2021

Em 2019, ele participou do Mundial de Clubes, onde teve destaque na semifinal ao abrir o placar contra o Flamengo. No entanto, sua equipe acabou sendo derrotada por 3 a 1. Posteriormente, teve outra oportunidade no Mundial de Clubes de 2021, marcando um gol nas quartas de final quando o Al-Hilal venceu o Al-Jazira por 6 a 1, mas sua equipe foi eliminada na semifinal pelo Chelsea, com um placar de 1 a 0.
Em 2022, Salem Al-Dawsari foi novamente convocado para a Copa do Mundo, ganhando destaque internacional ao marcar o gol da vitória da seleção da Arábia Saudita contra a Argentina no primeiro jogo do grupo C. Na última rodada da fase de grupos, ele também marcou contra o México, embora sua seleção tenha sido derrotada por 2 a 1, terminando em último lugar no grupo.
No ano de 2023, Salem Al-Dawsari participou novamente do Mundial de Clubes, na edição de 2022, que ocorreu em fevereiro de 2023 devido a conflitos de calendário. Durante a competição, ele se destacou ao marcar dois gols de pênalti na semifinal contra o Flamengo, garantindo a vitória e a inédita classificação do Al Hilal para a final do Mundial. Essa conquista também reforçou sua notável marca de fazer gols em todas as competições da FIFA que disputou. No entanto, sua equipe foi derrotada na final pelo Real Madrid por 5 a 3.

## Títulos
Al-Hilal
- Campeonato Saudita: 2016–17, 2017–18, 2019–20, 2020–21, 2021–22, 2023–24
- Copa do Rei: 2015, 2017, 2019–20, 2023–24
- Copa da Coroa do Príncipe: 2011–12, 2012–13, 2015–16
- Supercopa da Arábia Saudita: 2015, 2018, 2021, 2024
- Liga dos Campeões da AFC: 2019, 2021

### Artilharias
- Liga dos Campeões de Elite da AFC de 2024–25: (10 gols)[14]